# Psychotria hexamera
Espèce
Psychotria hexamera (K.Schum.) O.Lachenaud  est une espèce de plantes du genre Psychotria. C’est une plante endémique du Cameroun que l'on trouve notamment dans la région du Sud où un spécimen avait été collecté dès 1896 dans la localité de Bipindi par G.A. Zenker.

## Description
C'est un sous-arbrisseau rhizomateux de 15 à 50 cm de hauteur.

## Distribution et habitat
Endémique du Cameroun, l'espèce y est cependant commune. On la trouve dans plusieurs régions (Centre, Littoral, Sud, Est), en forêt, à des altitudes comprises entre 40 et 1 035 m.